# Mednarodni urad za uteži in mere
Mednarodni urad za uteži in mere (francosko Bureau international des poids et mesures, akronim BIPM) je mednarodna organizacija za standardizacijo s sedežem v pariškem predmestju Sèvres, ki vzdržuje mednarodni sistem enot in skrbi za skladnost merskih enot na mednarodni ravni. Ustanovljena je bila leta 1875 po določilih metrske konvencije.
Urad zagotavlja enotnost meritev na svetovni ravni skozi vrsto svetovalnih komisij, katerih člani so nacionalni laboratoriji za meroslovje članic konvencije, in lastnih raziskavah na področju meroslovja. Gre torej za nekakšno ambasado meroslovja; posest Pavillon de Breteuil, kjer ima sedež, je ob ustanovitvi v ta namen podarila francoska vlada in ima zdaj status mednarodnega ozemlja. Urad med drugim s primerjanjem izmerjenih vrednosti številnih atomskih ur v inštitutih širom po svetu določa univerzalni koordinirani čas in v svojem trezorju hrani t. i. mednarodni prototipni prakilogram, ki je trenutno veljavni standard za maso.
Sorodni organizaciji, prav tako ustanovljeni po določilih metrske konvencije, sta še Generalna konferenca za uteži in mere (Conférence générale des poids et mesures, CGPM), ki zastopa interese članic pri vzpostavljanju merskih standardov, in Mednarodni komite za uteži in mere (Comité international des poids et mesures, CIPM), ki koordinira medsebojno priznavanje meritev med članicami.